# Polyblastus lateralis
Polyblastus lateralis là một loài tò vò trong họ Ichneumonidae.